# Tõnu Õim
Tõnu Õim (ur. 16 czerwca 1941 w Raasiku) – estoński szachista, arcymistrz w grze korespondencyjnej od 1981 roku.

## Kariera szachowa
Zanim zdecydował się poświęcić grze korespondencyjnej, osiągał sukcesy w szachach klasycznych. W 1959 r. zdobył tytuł mistrza Estonii juniorów. W 1967 r. odniósł znaczący sukces w postaci awansu do finału indywidualnych mistrzostw Związku Radzieckiego (z udziałem m.in. Michaiła Tala i Lwa Poługajewskiego).
Dwukrotnie zdobył tytuły mistrza świata w szachach korespondencyjnych (1983 i 2000). Był również uczestnikiem 12. finału mistrzostw świata (1984–1991), w którym zajął VI miejsce. W latach 2001–2004 brał udział w jubileuszowym turnieju z okazji 50. rocznicy powstania Międzynarodowej Federacji Szachowej Gry Korespondencyjnej (ang. ICCF 50 years World Champions Jubilee Tournament) z udziałem dziewięciu mistrzów świata, w którym zajął V miejsce.
Na liście rankingowej ICCF w dniu 1 stycznia 2012 r. z wynikiem 2581 punktów sklasyfikowany był jako zawodnik nieaktywny.

## Odznaczenia
- Order Estońskiego Czerwonego Krzyża IV Klasy – 2001[5]